# Canton de Vinça
Le Canton de Vinça est une division administrative française, située dans le département des Pyrénées-Orientales et la région Languedoc-Roussillon.

## Composition
Le canton de Vinça groupe 18 communes :
| Nom                    | Code Insee | Intercommunalité       | Superficie (km2) | Population (dernière pop. légale) | Densité (hab./km2) |
| ---------------------- | ---------- | ---------------------- | ---------------- | --------------------------------- | ------------------ |
| Vinça (chef-lieu)      | 66230      | CC Conflent Canigó     | 7,74             | 1 994 (2014)                      | 258                |
| Baillestavy            | 66013      | CC Conflent Canigó     | 17,89            | 110 (2014)                        | 6,1                |
| Bouleternère           | 66023      | CC Roussillon Conflent | 10,63            | 922 (2014)                        | 87                 |
| Boule-d'Amont          | 66022      | CC Roussillon Conflent | 23,22            | 62 (2014)                         | 2,7                |
| Casefabre              | 66040      | CC Roussillon Conflent | 6,99             | 40 (2014)                         | 5,7                |
| Espira-de-Conflent     | 66070      | CC Conflent Canigó     | 6,03             | 171 (2014)                        | 28                 |
| Estoher                | 66073      | CC Conflent Canigó     | 26,08            | 155 (2014)                        | 5,9                |
| Finestret              | 66079      | CC Conflent Canigó     | 8,43             | 190 (2014)                        | 23                 |
| Glorianes              | 66086      | CC Roussillon Conflent | 18,72            | 21 (2014)                         | 1,1                |
| Ille-sur-Têt           | 66088      | CC Roussillon Conflent | 31,67            | 5 375 (2014)                      | 170                |
| Joch                   | 66089      | CC Conflent Canigó     | 3,38             | 261 (2014)                        | 77                 |
| Marquixanes            | 66103      | CC Conflent Canigó     | 4,80             | 551 (2014)                        | 115                |
| Montalba-le-Château    | 66111      | CC Roussillon Conflent | 15,90            | 149 (2014)                        | 9,4                |
| Prunet-et-Belpuig      | 66153      | CC Roussillon Conflent | 21,68            | 51 (2014)                         | 2,4                |
| Rigarda                | 66162      | CC Conflent Canigó     | 3,60             | 646 (2014)                        | 179                |
| Rodès                  | 66165      | CC Roussillon Conflent | 18,11            | 636 (2014)                        | 35                 |
| Saint-Michel-de-Llotes | 66185      | CC Roussillon Conflent | 8,64             | 334 (2014)                        | 39                 |
| Valmanya               | 66221      | CC Conflent Canigó     | 27,63            | 39 (2014)                         | 1,4                |

## Histoire
Le canton de Vinça existe depuis 1790.
Le 29 mars 1936, la commune de Montalba-le-Château passe du canton de Latour-de-France au canton de Vinça. Par la même occasion elle passe alors de l'arrondissement de Perpignan à l'arrondissement de Prades.

## Représentation

### Conseillers généraux de 1833 à 2015
Les conseillers généraux ont été élus au suffrage censitaire de 1833 à 1870, puis au suffrage universel de 1871 à maintenant.
Avant 1833, les conseillers généraux étaient désignés, ils ne représentaient pas un canton spécifique.
| Période                                  | Période                   | Identité                      | Étiquette              | Qualité                                                                                            |
| ---------------------------------------- | ------------------------- | ----------------------------- | ---------------------- | -------------------------------------------------------------------------------------------------- |
| 1790                                     | 1792                      | Sébastien Escanyé             | Républicain            | Maire de Vinça                                                                                     |
| 1800                                     | 1815                      | Sébastien Escanyé             | Républicain            | Maire de Vinça                                                                                     |
| 1830                                     | 1831                      | Sébastien Escanyé             | Républicain            | Maire de Vinça                                                                                     |
|                                          |                           |                               |                        | |
| 1833                                     | 1836                      | Auguste de Lacour (1764-1859) |                        | Ancien sous-préfet à Céret Maire d'Ille-sur-Têt                                                    |
| 1836                                     | 1848                      | Joseph Lacroix                | Majorité ministérielle | Président du Tribunal civil de Perpignan député (1834-1837)                                        |
| 1848                                     | 1856 (décès)              | François Jaubert de Passa     |                        | Agronome, historien et humaniste Président du Conseil Général (1848-1853) Propriétaire à Perpignan |
| 1856                                     | 1870                      | Adolphe Bach                  |                        | Colonel d'artillerie retraité à Finestret                                                          |
| 1870                                     | 1871                      | Joseph de Gelcen              |                        | Avocat, maire de Prades (1874-1876)                                                                |
| 1871                                     | 1874                      | Lazare Escarguel              | Républicain            | Minotier à Perpignan Député (1871-1882) Sénateur (1882-1891)                                       |
| 1874                                     | 1874 (annulation)         | Ferdinand Trullès             | Monarchiste            | Notaire à Ille-sur-Têt                                                                             |
| 1874                                     | 1880                      | Lazare Escarguel              | Républicain            | Minotier à Perpignan Député (1871-1882) Sénateur (1882-1891)                                       |
| 1880                                     | 1886 (décès)              | Jean Trie                     | Républicain            | Maire de Bouleternère                                                                              |
| 1886                                     | 1894 (décès)              | Alfred Sauvy                  | Républicain            | Propriétaire-viticulteur à Villeneuve-de-la-Raho                                                   |
| 1894                                     | 1898                      | Jacques Selva                 | Républicain            | Juge de paix à Castelnaudary (Aude)                                                                |
| 1898                                     | 1922                      | Étienne Batlle                | AD                     | Médecin puis pharmacien Maire d'Ille-sur-Têt Député (1919-1924)                                    |
| 1922                                     | 1934                      | Joseph Denis                  | Rad.                   | Maire de Perpignan (1912-1929)                                                                     |
| 1934                                     | 1941 (démission d'office) | Jean Peyrevidal               | Rad.                   | Électricien à Perpignan Révoqué par le Gouvernement de Vichy                                       |
|                                          |                           |                               |                        | |
| 1943                                     | 1945                      | Jacques Illes                 |                        | Maire d'Estoher Nommé conseiller départemental en 1943                                             |
|                                          |                           |                               |                        | |
| 1945                                     | 1951                      | André Gendre                  | PCF                    | Exploitant agricole et restaurateur à Millas                                                       |
| 1951                                     | 1958                      | Jean Pons                     | SFIO                   | Maire d'Ille-sur-Têt (1947-1954)                                                                   |
| 1958                                     | 1964                      | Henri Conte                   | SFIO                   | Maire de Latour-de-France Premier adjoint au maire de Clichy (Seine)                               |
| 1964                                     | 1982                      | Lucette Pla-Justafré          | PCF                    | Institutrice Maire d'Ille-sur-Têt (1977-1983)                                                      |
| 1982                                     | 2001                      | Henri Soler                   | UDF puis DVD           | Maire d'Ille-sur-Têt (1983-2001)                                                                   |
| 2001                                     | 2009 (décès)              | Henri Demay                   | PS                     | Fonctionnaire Maire d'Ille-sur-Têt (2001-2009)                                                     |
| 2009                                     | 2015                      | Marie-Thérèse Casenove        | PS                     | Employée à Vinça                                                                                   |
| Les données manquantes sont à compléter. |                           |                               |                        | |

### Historique des élections

#### Élection de 2008
Les élections cantonales de 2008 ont eu lieu les dimanches 9 et 16 mars 2008. 
Abstention : 18,91 % au premier tour, 38,28 % au second tour.
| Candidat    | Parti | %        | Voix |
| ----------- | ----- | -------- | ---- |
| Henri Demay | PS    | 100,00 % | 4028 |

| Candidat       | Parti | %       | Voix |
| -------------- | ----- | ------- | ---- |
| Henri Demay    | PS    | 47,98 % | 3071 |
| Pierre Pailles | UMP   | 21,37 % | 1368 |
| Pierre Vétault | DVD   | 13,98 % | 895  |

### Conseillers d'arrondissement (de 1833 à 1940)
Le canton de Vinça avait deux conseillers d'arrondissement.
| Période                                  | Période      | Identité                         | Étiquette   | Qualité |
| ---------------------------------------- | ------------ | -------------------------------- | ----------- | --- |
| 1833                                     | 1834 (décès) | Joseph Mas-Maler (1801-1834)     |             | Médecin, propriétaire à Prades                                                                              |
| 1833                                     | 1848         | François de Pallarès             |             | Juge d'instruction à Prades, propriétaire à Rigarda                                                         |
| 1834                                     | 1845         | Jean Jacques Escanyé (1784-1855) |             | Notaire, propriétaire à Vinça                                                                               |
| 1845                                     | 1848         | M. Tronyo                        |             | Pharmacien à Ille-sur-Têt                                                                                   |
|                                          |              |                                  |             | |
|                                          | 1887 (décès) | M. Vergès                        |             | |
|                                          |              | M. Beynaguet                     | Républicain | |
| 1889                                     | 1895         | M. Aspes                         | Républicain | |
| 1889                                     |              | Joseph Nicolau                   | Républicain | Négociant à Ille-sur-Têt                                                                                    |
| 1895                                     |              | Pierre Paillès                   | Droite      | Propriétaire, maire d'Espira-de-Conflent                                                                    |
|                                          |              |                                  |             | |
| 1925                                     | 1937         | Jean Galia                       | Radical     | Exportateur de fruits, Ille-sur-Têt                                                                         |
| 1925                                     | 1937         | Étienne Mary                     | Radical     | |
| 1937                                     | 1940         | Lucien Doste (1905-1952)         | SFIO        | Comptable, Premier adjoint au maire d'Ille-sur-Têt                                                          |
| 1937                                     | 1940         | Dominique Parsuire (1903-1981)   | SFIO        | Instituteur, artiste, écrivain de langue catalane, Ponteilla puis Perpignan                                 |
| 1940                                     |              |                                  |             | Les conseils d'arrondissement ont été suspendus par la loi du 12 octobre 1940 et n'ont jamais été réactivés |
| Les données manquantes sont à compléter. |              |                                  |             | |

## Démographie
| 1962  | 1968   | 1975  | 1982  | 1990  | 1999  | 2006   | 2011   | 2012   |
| ----- | ------ | ----- | ----- | ----- | ----- | ------ | ------ | ------ |
| 9 927 | 10 071 | 9 460 | 9 424 | 9 346 | 9 630 | 10 626 | 11 330 | 11 502 |